# Kostel svatého Tomáše (Domašov)

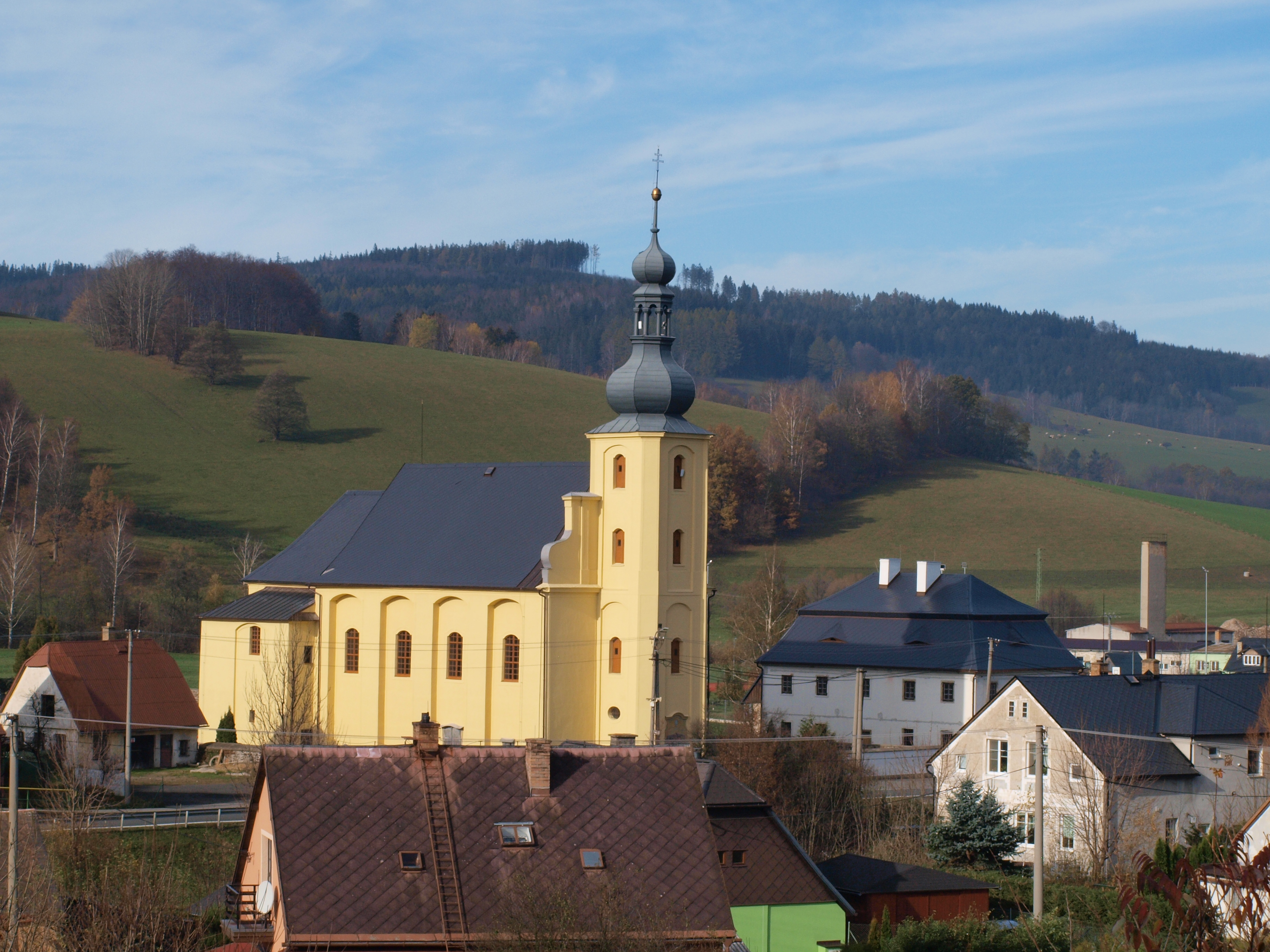
Kostel sv. Tomáše Apoštola dolní Domašov

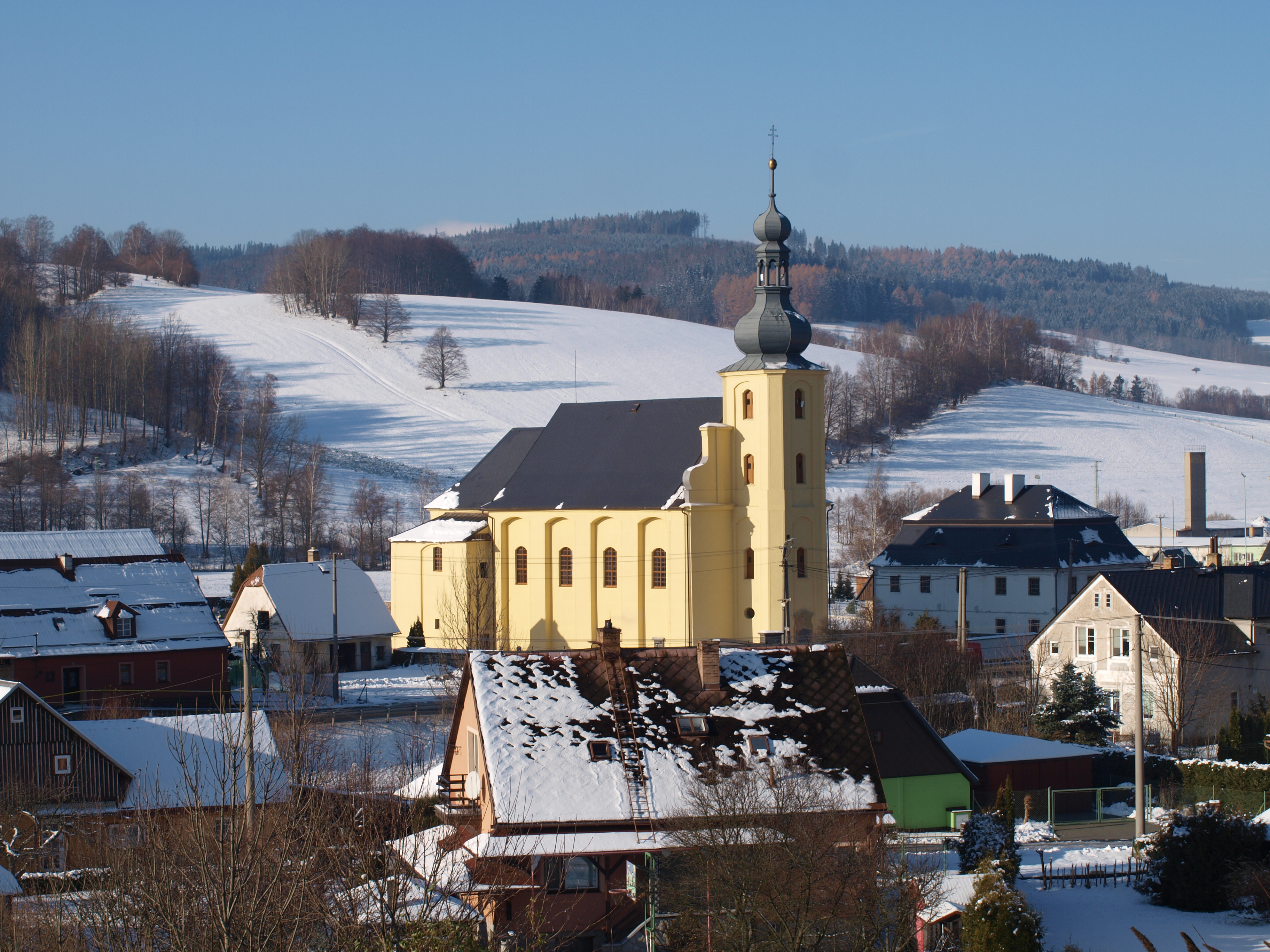
Kostel sv. Tomáše Apoštola dolní Domašov

Farní kostel svatého Tomáše Apoštola se nachází v Domašově, části obce Bělá pod Pradědem v okrese Jeseník. Kostel náleží pod Římskokatolickou farnost Dolní Domašov, děkanát Jeseník, diecéze Ostravsko-opavská. Kostel je kulturní památkou ČR.

## Historie
V roce 1726 bylo vydáno povolení k vytvoření samostatné farnosti a stavbě kostela v dolním Domašově (Nieder Thomasdorf), o které žádal vratislavský kanovník Karel Maxmilian von Fragstein und Nimbsdorf. Vrcholně barokní kostel byl postaven v letech 1726–1730 podle projektu jezuitského stavitele Christopha Tausche, stavebním mistrem byl Felix Antonín Hammerschmied. Kostel byl 8. října 1730 baronem Fragsteinem zasvěcen svatému Tomáši Apoštolovi a vysvěcen 28. září 1731 biskupem Eliasem Danielem von Sommerfeldem.
V roce 1730 byla spolu s kostelem zřízena fara.
V roce 2001 byly opravy napadených krovů provedeny za finanční podpory Ministerstva kultury ČR, Ostravsko-opavské diecéze a farnosti Domašov. V letech 2017-2021 byla zajištěna statika kostela, dokončena oprava střechy, byla renovována fasáda, vyměněna okna a restaurovány dveře. Byly opraveny a znovu spuštěny hodiny.

## Popis

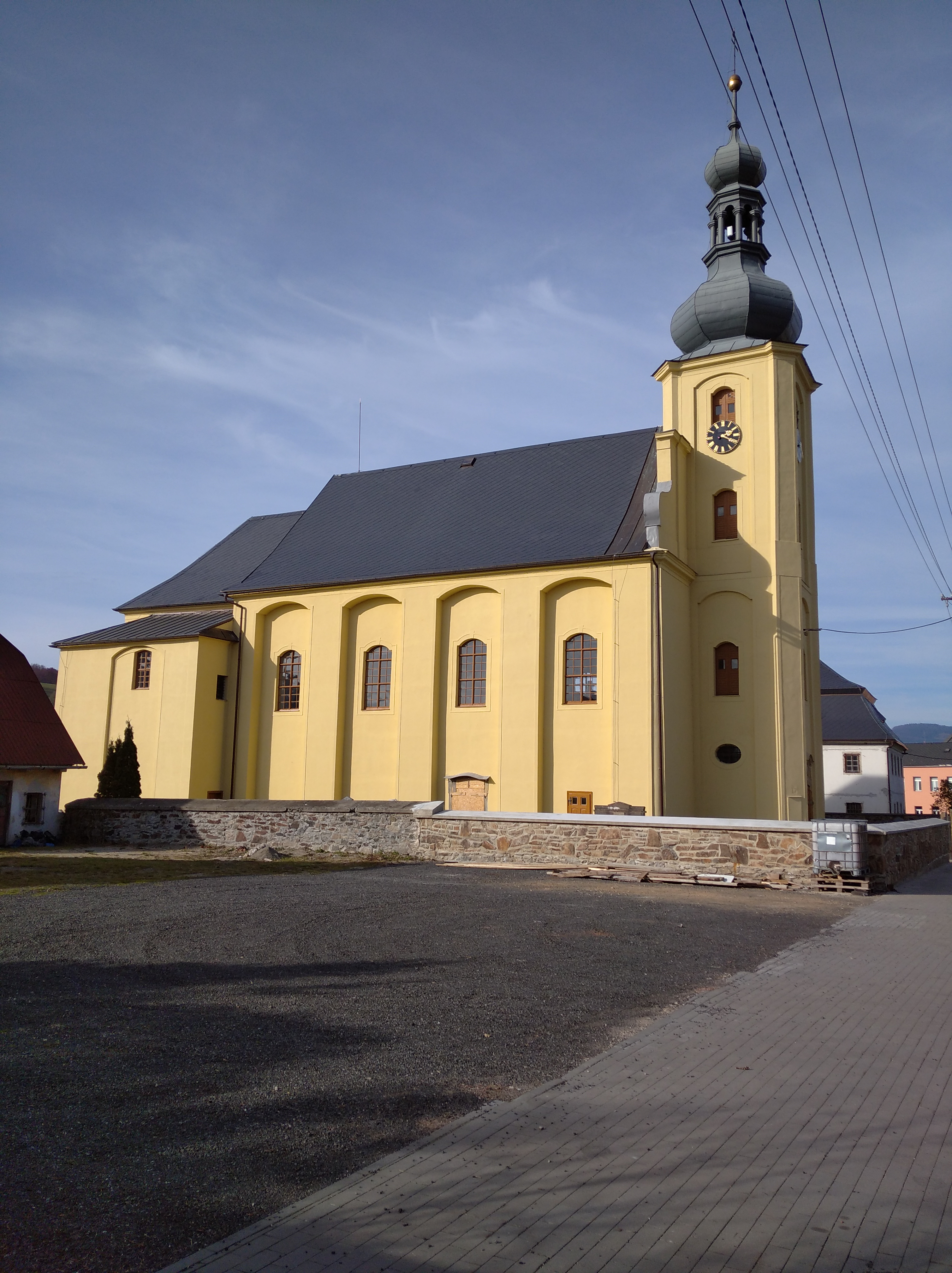
kostel sv. Tomáše Apoštola dolní Domašov s hodinami a novou hřbitovní zdí, 2021

Stavba se řadí mezi vrcholné baroko v oblasti niského Slezska. Jednolodní orientovaná stavba ukončená závěrem a sakristií na jižní straně. K západnímu průčelí je přisazena věž.

### Kněžiště
Kněžiště čtvercového půdorysu má štukový zrcadlový strop. Na stropě je výmalba od malíře Josefa Klemmera z Javorníku (Uctívání nejsvětější Monstrance, Oběť Izákova a Beránek Boží na knize se sedmi pečetěmi). Kněžiště a loď rozděluje vítězný oblouk. Na evangelijní straně se nachází bohatě figurálně zdobená kazatelna, uprostřed je hlavní oltář, který je replikou oltáře Mariánské kaple vratislavského malíře Brandela. Původní obraz byl v roce 1827 přemalován malířem Herrmannem z Vídně a v roce 1892 byl nahrazen malbou Aloise Baucha z Vidnavy. Na stěnách kněžiště se nacházejí votivní obrazy světců.

### Loď
Loď má půdorys obdélníkový a má valenou klenbu se štukovou výzdobou a malbou od malíře Josefa Klemmera (Paní Marie před Nejsvětější Trojicí). Na konci lodi je na litinových sloupech se zdobenými hlavicemi kruchta s varhany. Čelní stěny jsou ukončeny bočními oltáři. Obrazy pocházejí od Leopolda Willmanna (nedochoval se) a Rudolpha Templera (Immaculata, 1860). Na epištolní straně u bočního oltáře je mramorová křtitelnice a na stěnách lodi jsou obrazy křížové cesty. Z jižní strany ke kněžišti je přistavěna malá sakristie, která má obdélníkový půdorys a jedno pravoúhlé okno. Ze sakristie vedou schody na oratoř a na kazatelnu. 

### Věž
Třípatrová hranolovitá věž má malá zdobná dřevěná okna. Věž je ukončena cibulovitou střechou s lucernou, pozlacenou makovicí a křížem.  Věží prochází vchod do kostela.
Ve zvonicovém patře je zavěšen vzácný Fragsteinův zvon, autora Jana Jakuba Krumpferta, který byl odlit roku 1728 ve zvonařské dílně ve Vratislavi (Breslau). Měří 120 cm, je široký 124 cm a váží 20 centýřů, tj. asi 1200 kg. Je bohatě figurálně i ornamentálně zdoben a doplněn několika nápisy. Vyniká velmi nádherným hlubokým zvukem (přídavek 4% stříbra do zvonoviny). Pro svoji vzácnost a starobylost přestál několik válečných rekvizicí (1916,1942). Slohově lze Krumpfertův zvon zařadit mezi nejvýznamnější díla vrcholného baroka.